# Cantó de Denain
El cantó de Denain és una divisió administrativa francesa, situada al departament del Nord i la regió dels Alts de França.

## Composició
El cantó de Denain aplega les comunes següents :
- Abscon
- Denain
- Douchy-les-Mines
- Escaudain
- Haveluy
- Hélesmes
- Wavrechain-sous-Denain

## Història
| Date d'elecció                        | Identitat       | Partit |
| ------------------------------------- | --------------- | ------ |
| 2001 -2008                            | Patrick Roy     | PS     |
| 2008-                                 | Michel Lefebvre | PCF    |
| Les dades anteriors no són conegudes. |                 |        |
|                                       |                 |        |

## Demografia
| 1962 | 1968   | 1975   | 1982   | 1990   | 1999   | 2006   |
| ---- | ------ | ------ | ------ | ------ | ------ | ------ |
| -    | 60.103 | 60.080 | 54.117 | 50.511 | 50.873 | 50.421 |